# Region Ise-Shima
Region Ise-Shima (jap. 伊勢志摩地域 Ise-Shima Chi'iki) – region Japonii obejmujący półwysep Shima (jap. 志摩半島 Shima-hantō), który oddziela zatokę Ise od Pacyfiku. Jest to część prefektury Mie usytuowana wokół Parku Narodowego Ise-Shima. 
W regionie tym znajdują się miasta: Ise, Toba, Shima oraz fragmenty Minami-Ise.
W przeciwieństwie do uprzemysłowionych wybrzeży zatoki Ise, gospodarka tego regionu opiera się na turystyce (wiele plaż i hoteli) oraz rolnictwie i gospodarce morskiej (m.in. hodowli pereł).